# Erich Kips

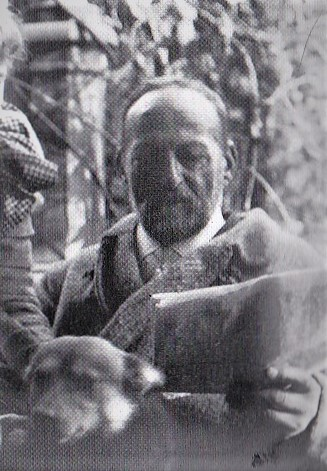
Erich Kips, um 1900

Erich Kips (* 17. Januar 1869 in Charlottenburg; † 26. September 1945 in Berlin) war ein deutscher Maler. Sein Bruder war Alexander Kips.

## Leben
Erich Kips wurde am 17. Januar 1869 in Charlottenburg geboren. Seine Eltern waren der Stuben- und Schildermaler Johan Friedrich Kips (1829–1903) und Wilhelmine Friederike Rosalie Kips, geborene Müller (1832–1895). Getauft wurde er am 28. März 1869 in der Parochialkirche in der Berliner Klosterstraße auf die Namen Erich Conrad Leonor Friedrich. Seine Geschwister waren Rosalie Auguste Marie Magdalene Kips (1862–1905) und  Alexander Friedrich Andreas Kips (1858–1910).
Im Alter von 18 Jahren begann Erich Kips seine Ausbildung an der Unterrichtsanstalt des Kunstgewerbemuseums Berlin. Seine Lehrer waren unter anderem Emil Doepler d. J. und Max Friedrich Koch.
Im Jahr 1889 studierte Erich Kips Malerei an der Kunstakademie in Karlsruhe. Er besuchte insbesondere die Portraitklasse von Caspar Ritter. Ebenfalls 1889 erstellte Kips als junger Maler für das 25-jährige Jubiläum der Berliner Lampenfabrik Schwintzer & Gräff – der Firma, die unter anderem später auch die berühmte Leuchte des Bauhauskünstlers Wilhelm Wagenfeld produzierte, – im Auftrag des kaufmännischen Personals die allegorische Arbeit Siegeszug des Lichts. Um 1890 war er, neben den Berliner Malern Franz Skarbina und Marie Davids, Lehrer der Malerin Margarethe Raabe, bei der er während ihrer Berliner Jahre besonderes Interesse für naturnahe Landschaftsdarstellungen und Stadtansichten weckte. Eine weitere Schülerin von Kips war Martha Koepp-Susemihl, eine Malerin aus Schleswig-Holstein, die in Berlin von Erich Kips, Wilhelm Feldmann und Paul Vorgang im Landschaftsfach ausgebildet wurde.
1893 reiste Erich Kips an Bord der Augusta Victoria zum ersten Mal in die USA. Die Schiffsreise startete in Cuxhaven und ging über Southampton nach New York. Für das Deutsche Haus der Weltausstellung 1893 in Chicago erstellte Kips im Auftrag des Reichskommissars Adolf Wermuth ein Deckengemälde (Allegorie der Germania) in seinem Empfangszimmer. Ebenso arbeitete er auch an der Gestaltung der Haupthalle der deutschen Sektion zusammen mit Otto Lessing tatkräftig mit. Seine Arbeiten wurden prämiert.
Für das Preußische Abgeordnetenhaus schuf Kips in dem von 1892 bis 1898 neu erbauten Parlaments- bzw. Landtagsgebäude ebenfalls monumentale Wandgemälde. Der Berliner Kunst-Herold berichtete von 3 Medaillons mit den landwirtschaftlichen Motiven des Getreide-, Obst- und Gemüsebaus.
Kips verbrachte noch einige Zeit in Nordamerika und unternahm anschließend eine dreijährige Italienreise. Die Ergebnisse dieser Reise, aquarellierte Landschafts- und Architekturstudien, präsentierte Kips 1898/1899 in einer Sammelausstellung im nach Plänen von Karl Hoffacker neu erbauten Berliner Künstlerhaus in der Bellevuestraße 3, über die in den renommierten Kunstzeitschriften (unter anderem Kunstchronik) sehr positiv berichtet wurde.
Erich Kips unternahm immer wieder Reisen in andere Länder, so ist er auch unter anderem in Volendam in den Niederlanden tätig gewesen.
Für den Stand auf der Berliner Gewerbeausstellung 1896 erwarb die Königliche Porzellan-Manufaktur Berlin (KPM) im Jahr 1895 zwei allegorische Darstellungen (Das Wasser, Die Erde) von Erich Kips, um sie als Entwürfe für Porzellan-Fliesenbilder zu verwenden. Zu diesem Zeitpunkt war sein Bruder Alexander Kips der künstlerische Leiter der KPM in Berlin.
1896/1897 bildete sich Kips in Paris an der Académie Julian unter William Bouguereau, Eugène Girardet und Gabriel Ferrier weiter. Kips nahm zeitlebens sehr aktiv und regelmäßig an Ausstellungen teil. 1899 erfolgte die erste Teilnahme an der Großen Münchener Kunstausstellung (GMK). An der Großen Berliner Kunstausstellung (GBK) nahm Kips 1901 erstmals teil. Sein Gemälde der mythischen Sagengestalten Melusine und Raimondin wurde im Katalog der Ausstellung abgebildet. Ebenso nahm Kips an der Großen Kunstausstellung in Düsseldorf teil. Im Jahrbuch der Bildenden Kunst von 1902 wird Erich Kips in der Rubrik der Ausübende Künstler mit der Adresse Charlottenburg, Berliner Straße 7, genannt. Unter der gleichen Adresse wird auch sein Bruder Alexander geführt.

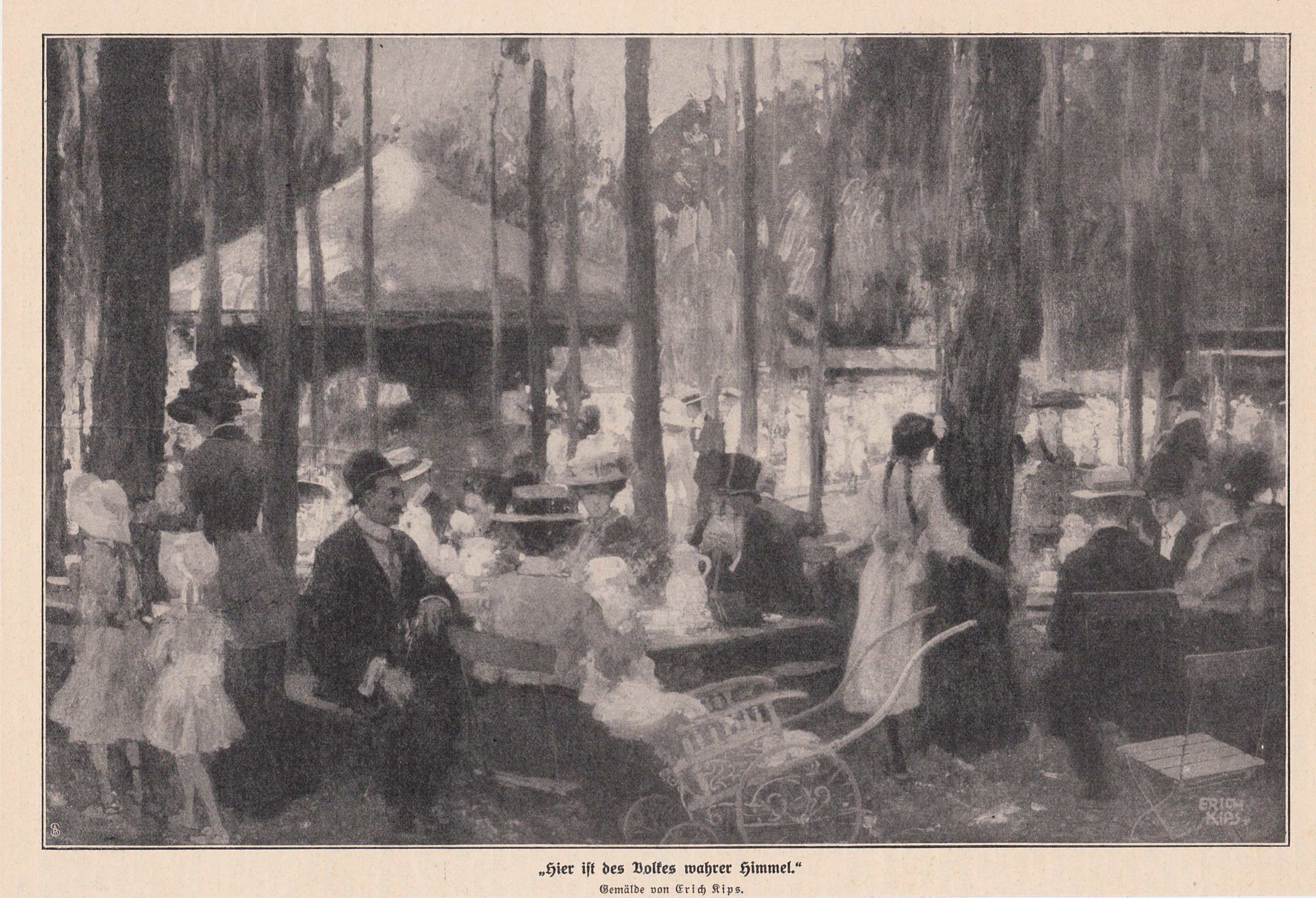
Hier ist des Volkes wahrer Himmel – Gemälde von Erich Kips, das eine Szene aus dem Grunewald zeigt.

Der Verein der Freunde der Kunst im Preußischen Staat (1824 von Wilhelm von Humboldt gegründet), erwarb 1909 auf der GBK das Bild Beim Streusammeln. Bei der sich anschließenden Verlosung unter den Vereinsmitgliedern fiel das Bild dem Kommerzienrat Oskar Lohse zu.
Unter der Devise „Grossberlin im Bilde“ vereinigte eine Ausstellung – 1911 im Berliner Künstlerhaus – eine große Anzahl von Bildern Berliner Künstler. Das Werk Potsdamer Platz von Kips wurde im Artikel zur Besprechung der Ausstellung in der Zeitschrift Die Kunstwelt abgebildet. Das Werk von Kips wurde auch international anerkannt und positiv besprochen. Sein 1912 in der Marine-Ausstellung im Künstlerhaus (Verein Berliner Künstler) gezeigtes Gemälde Towerbridge in London wurde in der Zeitung Der Tag reproduziert. Im Vorfeld der Publikation korrespondierte Kips mit Willy Ganske, dem Redakteur des Scherl-Verlags und übermittelte ihm seine biografischen Daten.
Auf der 11. Internationalen Kunstausstellung im Königlichen Glaspalast zu München wurde Erich Kips für sein Bild Dampfer im Dock eine Goldmedaille 2. Klasse zuerkannt. John Wesley Beatty, der Direktor der Kunstabteilung des Carnegie-Institutes, war von diesem Gemälde so angetan, dass er Erich Kips um die Teilnahme an der Ausstellung in Pittsburgh (Carnegie International) bat. Bei der 18. Internationalen Ausstellung 1914 im Carnegie-Institut (heute: Verwaltungssitz der Carnegie-Museen) in Pittsburgh war Kips demnach mit den beiden Werken Steamer in Dock, Hamburg und To wander, to wander vertreten. Im Katalog der Ausstellung wird Kips als Mitglied im Verein Berliner Künstler (VBK) sowie der Allgemeinen Deutschen Kunstgenossenschaft vorgestellt. Er wurde für sein Landschaftsgemälde To wander, to wander im April 1914 ausgezeichnet (Honourable Mention). Diese Bild wird im Katalog der Ausstellung und sogar in mehreren amerikanischen Kunstzeitschriften abgebildet. und durch den amerikanischen Kunstsammler aus Pittsburgh, William S. Stimmel, erworben. Stimmel war unter anderem ein Förderer des Malers Nicolai Fechin. In der Albright Art Gallery, Buffalo wurde das Landschaftsgemälde von Erich Kips dann 1915 im Rahmen einer internationalen Ausstellung gezeigt. Da es inzwischen zum Kriegsausbruch kam, wurden die Gemälde nicht, wie vorgesehen, nach Europa zurückgeschickt, sondern nach kurzer Irrfahrt weiter in der Obhut des Carnegie Instituts belassen. Von Pittsburgh aus ging das Bild Steamer in Dock, Hamburg 1915 nach San Francisco und waren dann 1916 wieder bei der 19. Internationalen Pittsburgh Art Show zu sehen. Auf diese Weise wurde Kips’ Bild Steamer in Dock, Hamburg 1915 bei der Weltausstellung Panama-Pacific-Exposition in San Francisco im noch heute erhaltenen Palace of Fine Arts gezeigt und, wie die renommierte Kunstzeitschrift der Cicerone berichtete, mit einer Bronzemedaille ausgezeichnet. Das Bild verblieb noch mehrere Jahre nach Kriegsende in den USA, da es von den amerikanischen Behörden beschlagnahmt wurde (durch das Office of Alien Property Custodian). Das Bild wurde nach der Restitution an Erich Kips 1925 bei der Großen Berliner Kunstausstellung ausgestellt. Bei der Founders Day Exhibition 1918 in Pittsburgh wurde Kips erneut ausgestellt, da er mit seinem Bild To wander, to wander in der Sammlung von William S. Stimmel vertreten war.

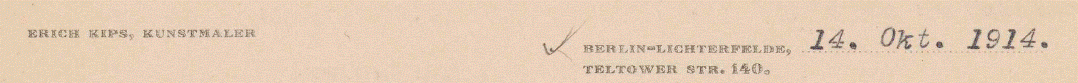
Briefkopf von Erich Kips, 1914, Berlin-Lichterfelde

In 1910 zog Erich Kips von Berlin, Schiffbauerdamm 18, in das damals als Landgemeinde eigenständige Villenviertel Grunewald. Im Verlaufe des Jahres 1914 zog Erich Kips, der in der Herthastraße 20 als Mieter des Verlegers und Schriftstellers Georg Bondi wohnte, nach Lichterfelde, in die Teltower Straße 140 (später: Goerzallee 25) um. Aus der Eintragung im Berliner Adressbuch geht hervor, dass Kips der Eigentümer des Anwesens und somit zu einem gewissen Wohlstand gekommen war. Er konnte sogar eine Haushälterin und einen Hausdiener beschäftigen.
Die Zeitschrift Berliner Architekturwelt zeigte 1915 von Erich Kips ein Wandgemälde, eine Abbildung der Freiburger Münsters.
Zusammen mit dem Historienmaler Fritz Grotemeyer erstellte Kips 1919 zum 50. Hafengeburtstag Wilhelmshavens eine Auftragsarbeit, die das erste preußische Panzergeschwader von 1871 zeigt. 1924 stellte er in der Galerie Eduard Schulte, Unter den Linden, im Rahmen einer Schau der Künstlergruppe „die Aehre“ (Mitglieder waren unter anderem Martin Frost, Heinrich Möller, Karl Holleck-Weithmann, Robert Strübner, Willy Brandes, Alfred Scherres und Frieda Kniep), Bilder vom Hamburger Hafen aus.

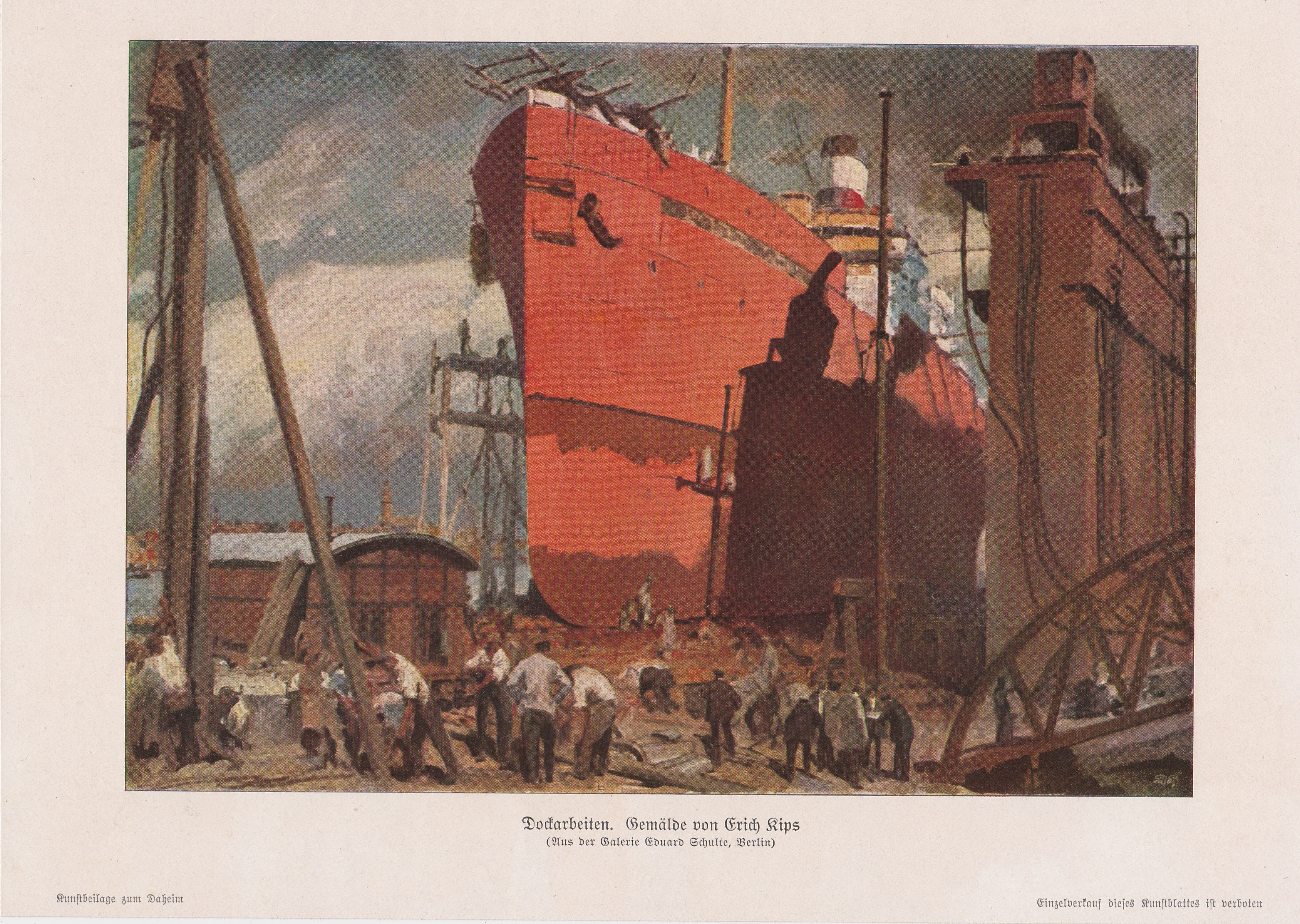
Dockarbeiten – Farbige Kunstbeilage aus Daheim nach einem Gemälde von Erich Kips

In der 48. Ausgabe des Neuen Universums von 1927 wurde mit dem Gemälde Dockarbeiten von Kips die farbige Front-Falttafel gestaltet. Es zeigt einen großen Dampfer auf dem Trockendock am Hamburger Hafen. Bereits ein Jahr zuvor, 1926, wurde dieses Bild als farbige Kunstbeilage in der Zeitschrift Daheim veröffentlicht. Als Inhaber wird die Galerie Eduard Schulte, Berlin, genannt. Heute befindet sich das Gemälde in der Sammlung des Kieler Schifffahrtsmuseums.
Bei den 1929 von Karl Nierendorf als künstlerischem Leiter kuratierten Ausstellungen des VBKs im Künstlerhaus, „Kunst und Technik“, „Das Gesicht von Berlin“ sowie „100 Jahre Verein der Berliner Künstler“ war Erich Kips mit mehreren Werken vertreten.

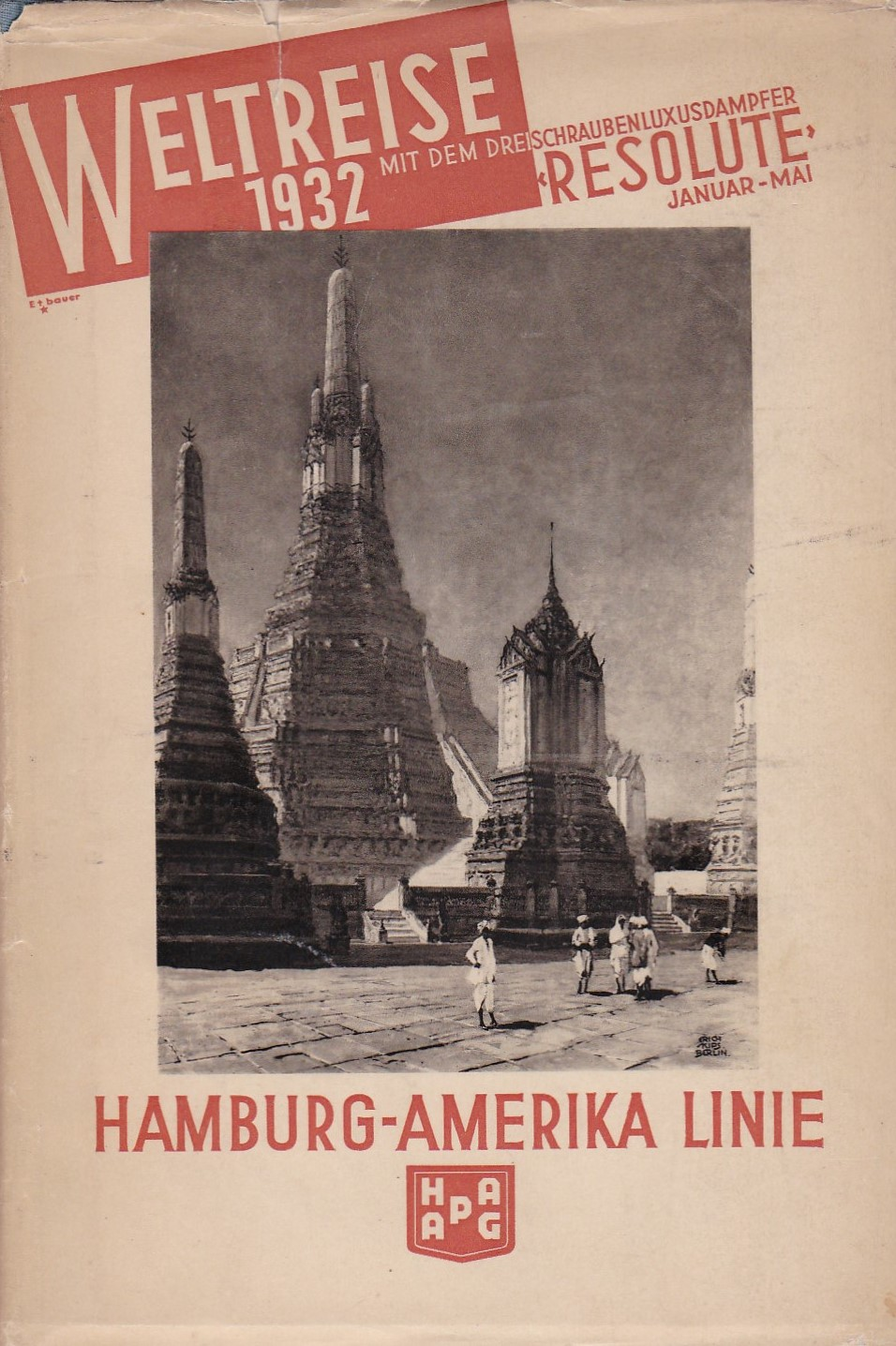
Einband HAPAG Katalog von 1932 mit dem Bild Wat Arun, Bangkok von Erich Kips

An einer fünfmonatigen Weltreise mit dem Dreischraubenluxusdampfer Resolute nahm Kips 1930 teil. An der Luxusreise unter Kapitän Fritz Kruse nahm neben anderen auch der Unternehmer Eberhard Faber teil, der in den USA die E. Faber Pencil Company leitete (heute Teil von Faber-Castell). Die Reise nutzte Erich Kips, um an den einzelnen Stationen markante Landschaften, Schiffsansichten und Sehenswürdigkeiten zu malen. In Allentown wurden 1931 im Bankgebäude der Gosztonyi Savings and Trust of Bethlehem mehrere Bilder ausgestellt, die auf dieser Reise entstanden sind. In der weiteren Folge wurden Werbekataloge, die in mehreren Auflagen erschienen sind, zu diesen Reisen von HAPAG mit Reproduktionen von Kips’ Gemälden (16 Farbdrucke mit Landschafts- und Stadtansichten, unter anderem Motive aus Shanghai, Peking, Singapur, Hongkong, Kalifornien) illustriert. Eine Reihe von Werbeplakaten für Kreuzfahrten der HAPAG mit der Resolute und der Reliance wurden von dem Frankfurter Grafiker Albert Fuss und dem Hamburger Illustrator Theodor Paul Etbauer mit Motiven aus Kips’ Gemälden gestaltet. Ebenfalls in 1930 wird Erich Kips in Dresslers Kunsthandbuch aufgenommen. Im Jahr 1932 ging Kips erneut mit der Resolute auf große Nordland-Fahrt. Diese Reise führte ihn über Schottland, Island, Spitzbergen nach Norwegen. Mehrere seiner Gemälde zeigen das Kreuzfahrtschiff Resolute in norwegischen Fjordlandschaften.

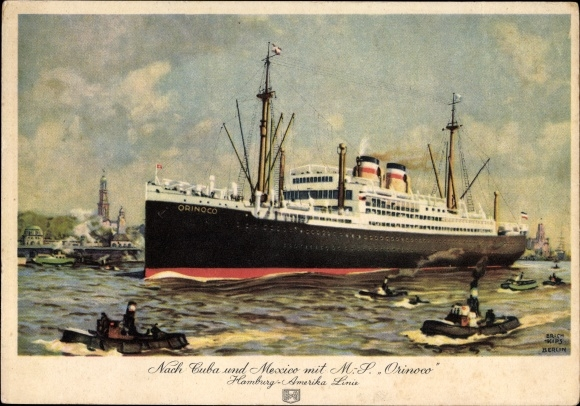
Ansichtskarte der MS Orinoco im Dienst der HAPAG nach einem Gemälde von Erich Kips

Zahlreiche Stadtansichten (unter anderem Fischmarkt in Königsberg, Salzspeicher in Lübeck, Rostock) von Kips wurden in den dreißiger und vierziger Jahren in den Kalendern „Deutsche Lande, Deutsche Worte“ der Bremer, in der Weserburg angesiedelten Kaffeerösterei Kaffee-Schilling wiedergegeben. Sein Landschaftsgemälde Königssee wurde 1937 durch den Kunstverlag Trowitzsch & Sohn, Frankfurt/Oder, als farbiger Kunstdruck vertrieben.
Im Verlaufe des Jahres 1939 war Kips aufgrund der hohen Kosten einer Operation in wirtschaftliche Nöte geraten und wurde durch die Stiftung Künstlerdank des Reichsministeriums für Volksaufklärung und Propaganda, treuhänderisch vertreten durch den Berliner Landesleiter der Reichskammer der bildenden Künste, Heinz Lederer, für einige Zeit finanziell unterstützt.
An der Großen Deutschen Kunstausstellung (GDK), die von 1937 bis 1944 im Münchener Haus der Kunst stattfand, nahm Erich Kips mehrfach teil. Sein 1940 bei der GDK ausgestelltes Bild Danzig wurde von Adolf Hitler angekauft. Die Firma Ferdinand Hirt (Verlagshaus aus Breslau) erwarb bei der GDK 1941 das Bild Frachter Hamburg. Nach dem Verkauf lieferte Kips bei der GDK das Gemälde Runkel an der Lahn nach. Eine Fotografie dieses Bildes befindet sich in der Fotosammlung von Erika Groth-Schmachtenberger der Universität Augsburg. 1942 beteiligt sich Kips an der Ausstellung „Kunst und Technik“, die im Haus der Bildenden Künste in Dortmund von Franz Gerwin kuratiert wurde. Auch in seinen letzten Jahren war Erich Kips ebenfalls noch als Wandmaler und Freskist aktiv. 1942 schuf er in der Berliner Staatsoper in Zusammenarbeit mit Professor Ernst Fey die Wandbilder im Foyer des IV. Ranges, nachdem das Gebäude bei einem Bombenangriff 1941 schwer beschädigt wurde.
In der Sammlung von Rudolf von Goldschmidt-Rothschild, die 1939 beschlagnahmt wurde, war Kips mit dem Bild Das Schloss Sanssouci mit Park vertreten.
Am 25. September 1945 heiratete Erich Kips seine Frau Martha Wodarz. Erich Kips starb am 26. September 1945 in seiner Wohnung in Berlin-Lichterfelde.
Im Verein Berliner Künstler (VBK) war Erich Kips von 1911 bis 1939 Mitglied.

## Werk

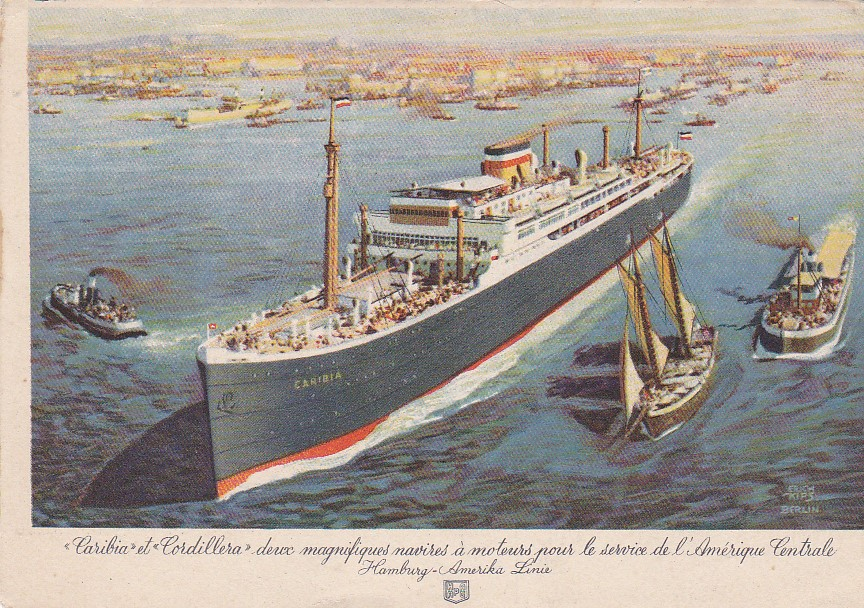
Das HAPAG Kreuzfahrtschiff Caribia, Postkarte nach einem Gemälde von Erich Kips

Erich Kips war zu Beginn seines Schaffens als Figurenmaler aktiv. Er schuf als Genremaler auch viele allegorische Darstellungen und widmete sich später intensiv der Landschaftsmalerei sowie Stadtansichten, insbesondere dem Hafen- und Marinesujet. Zu seinem Werk gehören auch Wandmalereien und Grafiken. So schuf er im Berliner Abgeordnetenhaus, der damaligen bürgerlichen Kammer des preußischen Landtags, monumentale Wandgemälde. Weitere Arbeiten von Kips waren in der Commerz- und Privatbank, Unter den Linden, in der ehemaligen Bayerischen Gesandtschaft, damals Voßstrasse 3, sowie im Reichsjustizministerium zu finden. Für HAPAG wurden seine Bilder vielfach in Werbeplakaten, Katalogen und Postkarten reproduziert. Einige seiner Bilder wurden in Kalendern abgebildet und in Kunstdrucken vermarktet und vervielfältigt.

## Auszeichnungen und Preise
- 1893 World’s Columbian Exposition, Chicago[8]
- 1913 XI. Internationale Kunstausstellung, München, Goldmedaille 2. Klasse, Dampfer im Dock[22]
- 1914 18. International Art Show, Carnegie-Institut, Pittsburgh, Honourable Mention, To wander, to wander[25]
- 1915 Panama-Pacific International Exposition, San Francisco, Bronzemedaille, Steamer in Dock, Hamburg[31]

## Werke in Museen und öffentlichen Sammlungen
- Deutsches Schifffahrtsmuseum in Bremerhaven (Hamburger Hafen, Ansicht vom Bremer Hafen)[45]
- Deutsches Museum in München (Zeppelin LZ127 über dem Hamburger Hafen)[54]
- Kieler Stadt- und Schiffahrtsmuseum (Dockarbeiten)[38]
- Museum für Hamburgische Geschichte (Zeppelin über dem Hamburger Hafen und HAPAG-Flotte 1931)[55]
- Deutsches Historisches Museum Berlin (Werbeplakate zur Weltreise mit HAPAG-Dampfer Resolute, 1933 und 1935)
- Bayerisches Hauptstaatsarchiv (Werbeplakate zur Weltreise mit HAPAG-Dampfer Resolute, 1935 und 1937)
- Museum Alto Garda (MAG) in Riva del Garda, Italien (Ansicht vom Gardasee)
- Potsdam Museum (Alter Markt in Potsdam 1907)
- Gemeinde Helgoland (Helgoland von Norden mit der langen Anna)
- Studiensammlung Waldemar Grzimek (Weiblicher Rückenakt)[56]
- Westpreußisches Landesmuseum, Warendorf (Landschaft, Im Hafen von Danzig)
- Nordfriesland Museum Nissenhaus Husum (Helgoland)[57]
- Küstenmuseum Wilhelmshaven (Panzerfregatten 1919 – Gemeinschaftswerk mit Fritz Grotemeyer)[34]
- Internationales Maritimes Museum Hamburg (Rostock, Hafen von Antwerpen)

## Teilnahme an Ausstellungen
| Jahr | Ort           | Name                                             | Werk                                                                                 | Abb. | Wo               |
| ---- | ------------- | ------------------------------------------------ | ------------------------------------------------------------------------------------ | ---- | ---------------- |
| 1893 | Chicago       | Weltausstellung                                  | Allegorie der Germania, Deckengemälde                                                |      |                  |
| 1899 | München       | GMK                                              | „Catania“, „Venedig“                                                                 |      |                  |
|      | Berlin        | Sammelausstellung im Künstlerhaus                | Aquarellierte Landschafts- und Architekturstudien aus Italien                        |      |                  |
| 1901 | München       | GMK                                              | „Herbstmorgen“                                                                       |      |                  |
|      | Berlin        | GBK                                              | „Melusine“                                                                           | Ja   | Katalog          |
| 1904 | Berlin        | GBK                                              | „Am Abend“, Tempera                                                                  |      |                  |
| 1908 | Berlin        | GBK                                              | „Lahnstädtchen“                                                                      |      |                  |
| 1909 | Berlin        | GBK                                              | „Beim Streusammeln“                                                                  |      |                  |
| 1910 | Berlin        | GBK                                              | „Im Oderbruch“                                                                       |      |                  |
| 1911 | Berlin        | GBK                                              | „Hafenszene“, Guasch                                                                 |      |                  |
|      | Berlin        | Großberlin im Bilde, Künstlerhaus                | „Potsdamer Platz“                                                                    | Ja   | Die Kunstwelt    |
|      | München       | GMK                                              | „Auf dem Heimweg“ Öl                                                                 |      |                  |
| 1912 | Berlin        | GBK                                              | „Inneres der Uspensky-Kathedrale“, „Altmühltal“, „Herbstabend“                       |      |                  |
|      | Berlin        | Marineausstellung, Künstlerhaus                  | „Towerbridge in London“                                                              | Ja   | Der Tag          |
|      | München       | GMK                                              | „Schnitter“                                                                          |      |                  |
| 1913 | Berlin        | GBK                                              | „Towerbridge, London“, Guasch „Hamburger Hafen“                                      |      |                  |
|      | München       | GMK                                              | „Dampfer im Dock“, Hamburg (Öl)                                                      |      |                  |
| 1914 | Berlin        | GBK                                              | „Lübeck“, Tempera                                                                    |      |                  |
|      | München       | GMK                                              | „Herbstabend“                                                                        |      |                  |
|      | Pittsburgh    | International Art Show, Carnegie-Institut        | „Dampfer im Dock“, „Wandern, wandern“                                                | Ja   | Art and Progress |
| 1915 | Berlin        | GBK                                              | „Mäher“ Tempera                                                                      |      |                  |
|      | San Francisco | Panama Pacific Exhibition                        | „Dampfer im Dock“                                                                    |      |                  |
| 1916 | Berlin        | GBK                                              | „Villa d’Este (Tivoli)“                                                              |      |                  |
|      | München       | GMK                                              | „Schloß Sanssouci“                                                                   | Ja   | Katalog          |
|      | Pittsburgh    | International Art Show Carnegie-Institut         | „Dampfer im Dock“, „Wandern, wandern“                                                |      |                  |
| 1917 | Berlin        | GBK                                              | „Kühler Grund“, Tempera                                                              |      |                  |
| 1918 | Berlin        | GBK                                              | „Malcasina am Gardasee“                                                              |      |                  |
| 1919 | Berlin        | GBK                                              | „Aus Oberfranken“, Tempera                                                           |      |                  |
| 1920 | Berlin        | GBK                                              | „Danzig“, „Aus dem Altmühltal“, Tempera                                              |      |                  |
| 1921 | Berlin        | GBK                                              | „Hamburg“ Tempera                                                                    |      |                  |
| 1922 | Berlin        | GBK                                              | „Markttag in Potsdam“, „Aus der Steiermark“                                          | Ja   | Katalog          |
| 1924 | Berlin        | Salon Schulte                                    | Hafenbilder                                                                          |      |                  |
| 1925 | Berlin        | GBK                                              | „Dampfer im Dock“, Hamburg „Fischerhafen“                                            |      |                  |
| 1927 | München       | GMK                                              | „Am Quai“ (Ö)                                                                        |      |                  |
| 1928 | Berlin        | GBK                                              | „Sandtorhafen, Hamburg“, „Schlepper, Hamburg“                                        |      |                  |
|      | München       | GMK                                              | „Morgendämmerung im Fischerhafen“                                                    |      |                  |
| 1929 | Berlin        | 100 Jahre Berliner Kunst, Künstlerhaus           | „Hamburger Hafen“, Öl, „Arbeitspause“, Öl, „Morgenstimmung am Fischerhafen“, Tempera |      |                  |
|      | Berlin        | Kunst und Technik, Künstlerhaus                  | Hafenbild                                                                            |      |                  |
|      | Berlin        | Das Gesicht von Berlin, Künstlerhaus             |                                                                                      |      |                  |
| 1934 | Berlin        | GBK                                              | „Hamburger Hafen“                                                                    |      |                  |
|      | Berlin        | Herbstausstellung VBK                            |                                                                                      |      |                  |
| 1935 | Berlin        | Seefahrt und Kunst                               | „Hamburg“, „Schichtwechsel auf der Werft“                                            | ja   | Katalog          |
| 1936 | Berlin        | Deutsche Städtebilder                            |                                                                                      |      |                  |
| 1938 | Berlin        | Herbstausstellung VBK                            |                                                                                      |      |                  |
| 1940 | München       | GDK                                              | „Danzig“ Öl                                                                          |      |                  |
| 1941 | München       | GDK                                              | „Frachter Hamburg (Ö)“ verkauft, „Runkel an der Lahn“ nachgeliefert                  |      |                  |
| 1942 | München       | GDK                                              | „Hamburg (Öl)“                                                                       |      |                  |
|      | Dortmund      | Kunst und Technik                                |                                                                                      |      |                  |
| 1943 | Berlin        | Kaufmann am Werk, Wirtschaftsgruppe Einzelhandel | „Bremen“                                                                             |      |                  |